# Гофман, Оскар Адольфович

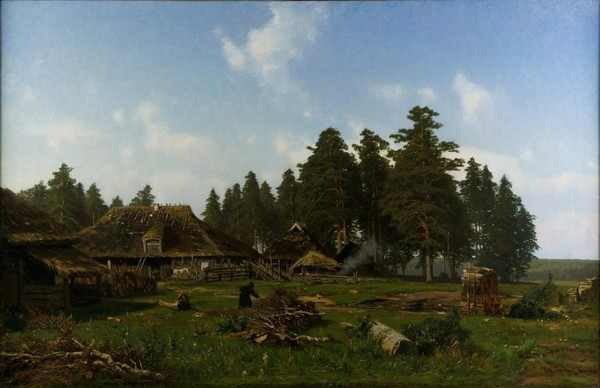
Эстонская ферма

Оскар Адольфович Гофман (1851—1912) — российский художник-реалист, рисовальщик, гравёр конца XIX — начала XX веков.

## Биография

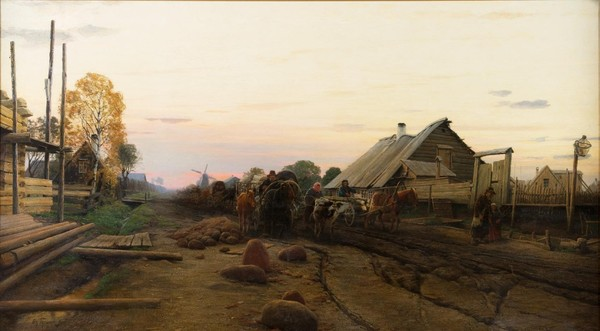
Дорога на Ревель

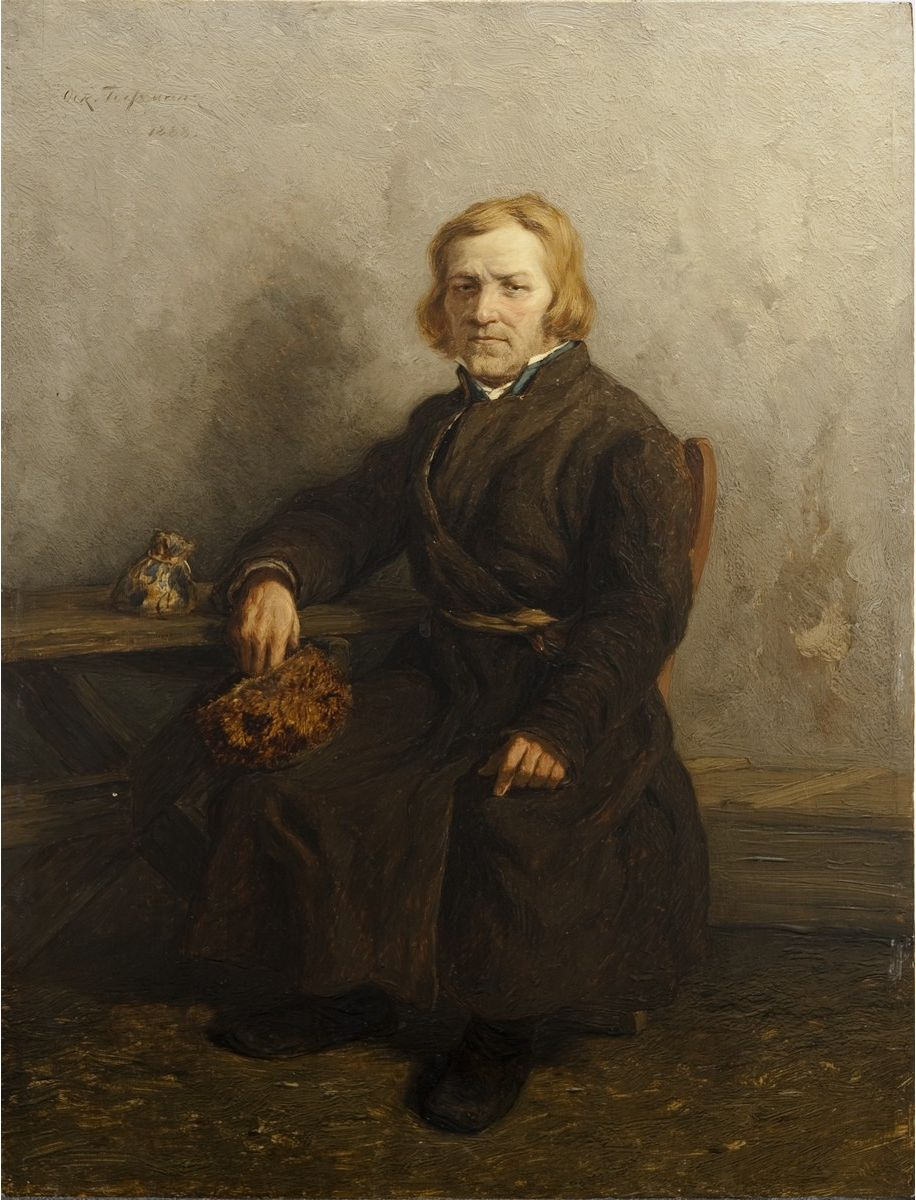
Эстонский крестьянин

Эстонец по происхождению. Родился в. Дерпте (ныне Тарту, Эстония). В 1872—1877 учился в Дюссельдорфской академии художеств у Э. Гебхардта и Е. Дюккера, затем в конце 1870-х — в Париже в студии Ф. Кормона.
До 1882 работал в Дюссельдорфе, где был членом «Дюссельдорфского общества аквафортистов». С 1883 жил и работал в Петербурге. С 1884 — почётный свободный общинник Императорской Академии художеств в Петербурге.
Участвовал в выставках с 1884 года. Активный участник выставок Императорской Академии художеств (1884, 1887, 1888, 1890—1892, 1894, 1897), Общества русских акварелистов (16-я — 1896, 22-я — 1900, СПб.), Петербургского общества художников, Осенних в Петербурге-Петрограде 1911 и 1914, а также Всемирных выставок в Антверпене (1885), Берлине (1886), Париже (1889), международной выставки в Вене.

## Творчество
Автор многочисленных рисунков и гравюр. Пейзажист, маринист, жанрист (одни из лучших в эстонском искусстве XX века жанровые групповые композиции), портретист. Прекрасный рисовальщик.
Писал в свободной манере, предпочитал коричневые тона. Часто посещал родные края, создал немало полотен, посвящённых природе прибалтийских губерний, быту и жизни эстонского крестьянства. С 1880 занимался гравированием «крепкой водкой», создал ряд станковых офортов европейского уровня.
Посмертные выставки его произведений состоялись в Таллине (1954) и Риге (1955).
Картины О. Гофмана хранятся в музеях Германии, Англии, Голландии, а так же в Государственном Русском музее и других крупных русских музеях, в частности, Омском музее изобразительных искусств. Наиболее полным собранием живописи, офортов и рисунков Гофмана обладает Эстонский художественный музей в Таллине, Художественный музей Латвии.